# Сенка Јујић
Сенка Јујић (Босанска Дубица, 5. мај 1963) је тренутна министарка управе и локалне самоуправе Републике Српске у првој и другој влади Радована Вишковића. Првобитно је била чланица Демократског народног савеза до 2020. године, када прелази у Народну партију Српске.

## Биографија
Рођена је 5. маја 1963. године у Босанској Дубици (данашња Козарска Дубица). Правни факултет у Бањој Луци је завршила 1988. године. Живи у Козарској Дубици, има једно дете. По националности је Бошњакиња.
Пре избора на место министарке, радила је у општинској управи друштвених прихода, општинском секретаријату за привреду и финансије те станици јавне безбедности Босанска Дубица. У Центру за социјални рад Козарска Дубица радила као самостални стручни сарадник за правне и нормативне послове, као референт у вези примене Закона о дечијој заштити Републике Српске те на пословима заменика директора Центра.

## Политичка каријера
Након што је Лејла Решић разрешена дужности министарке управе и локалне самоуправе 4. јуна 2020. године, Сенка Јујић је ступила на дужност 16. јуна исте године.
Поново је изабрана за министарку управе и локалне самоуправе 21. децембра 2022. године.